# Sofia Milos
Sofia Milos, född 27 september 1969 i Zürich, är en italiensk skådespelerska. Hon är bland annat känd för rollen som Yelina Salas i TV-serien CSI: Miami.